# Thomas Rivers (manzana)
Thomas Rivers es una  variedad cultivar de manzano (Malus domestica).
Criado por Rivers de Sawbridgeworth, Inglaterra, y llamado 'Rivers' Codlin'. Descrito en 1892, año en el que recibió un "Certificado de Primera Clase" de la Royal Horticultural Society. Introducido en los circuitos comerciales en 1894. El nombre cambió a Thomas Rivers, el cultivador de la manzana, en 1897, Las frutas tienen una pulpa amarilla de textura firme, crujiente y cremosa con un sabor ácido.

## Sinonimia
- "River's Codlin",
- "Rivers' Codlin".

## Historia
'Thomas Rivers' es una variedad de manzana, criada en el vivero de "Thomas Rivers" en Sawbridgeworth (Reino Unido), posiblemente como plántula de 'Mother'. No hay registro del Parental-Padre donante del polen. El cultivar se introdujo inicialmente en el mercado como 'Rivers Codlin' en 1894, pero el nombre se cambió a 'Thomas Rivers' en 1897 en honor al fundador de "Rivers Nursery". Recibió un "Certificado de Primera Clase" de la Royal Horticultural Society en 1892.
'Thomas Rivers' se cultiva en la National Fruit Collection con el número de accesión: 1957-230 y nombre de accesión: Thomas Rivers.

## Características
'Thomas Rivers' árbol de extensión vertical, de vigor moderado. Portador de espuelas de fructificación. Tiene un tiempo de floración que comienza a partir del 8 de mayo con el 10% de floración, para el 14 de mayo tiene una floración completa (80%), y para el 21 de mayo tiene un 90% caída de pétalos.
'Thomas Rivers' tiene una talla de fruto mediano, con altura promedio de 64,00mm, y anchura promedio de 64,00mm; forma oblongas a cónicas oblongas; con nervaduras medio a débiles, corona débil; epidermis con color de fondo amarillo lavado con sobre color de rojo lavado sobre el cual hay franjas rotas de un rojo más oscuro en la cara expuesta al sol, con sobre patrón de color rayado / moteado, presentando Marcado con lenticelas de color claro, y un brillo satinado, ruginoso-"russeting" (pardeamiento áspero superficial que presentan algunas variedades) bajo; pedúnculo más bien corto y de textura delgado, colocado en una cavidad poco profunda, pequeña, con ruginoso-"russeting"; cáliz de tamaño medio y abierto, ubicado en una cuenca poco profunda y pequeña; pulpa de color amarillo cremoso, textura crujiente y firme, con sabor fuertemente ácido, con aroma a peras.
Su tiempo de recogida de cosecha se inicia a principios de septiembre. Se puede conservar en buenas condiciones hasta dos meses en frío.

## Usos
Una buena manzana fresca cuando está completamente madura. Esta es una manzana para cocinar que hace salsa y puré muy aromáticos y buenos pasteles.

## Ploidismo
Diploide, auto estéril necesitando en la proximidad una fuente adecuada de polen. Grupo de polinización: E Día 17.